# Miley Cyrus: Tongue Tied
Pour plus de détails, voir Fiche technique et Distribution.
Miley Cyrus: Tongue Tied (titre alternatif :  Miley ; littéralement : Miley Cyrus — bouche cousue) est un court métrage américain réalisé par la photographe Quentin Jones et consacré à l’artiste Miley Cyrus. Il est publié le 1er mai 2014 sur le site web Nowness (en), bien qu'il ait été auparavant exploité au début des spectacles de la quatrième tournée de la chanteuse, le Bangerz Tour. Le film, entièrement en noir et blanc, montre principalement Cyrus qui apparaît seins nus et se livre à plusieurs activités et comportements sadomasochistes. Les critiques comparent Miley Cyrus: Tongue Tied à l’univers des premiers clips vidéo de Madonna, mais également à l’ambiance du roman érotique Cinquante nuances de Grey (2011), tout en trouvant que le court métrage consolide l’image sexuellement explicite que l’artiste cultive depuis 2013.

## Scénario
D’une durée de deux minutes, le court métrage est illustré musicalement par le titre Stockholm Syndrome du groupe 30s et de la chanteuse Zoee. Fortement inspirée par la musique électronique, le contenu textuel de la chanson incorpore les quelques paroles suivantes : « Hold me down so it's hard to breathe », contribuant à alimenter la nature explicitement sexuelle de la vidéo. Le titre alternatif du film lors de son générique d'ouverture est Miley. Intégralement édité en noir et blanc, le contenu visuel du court métrage apparaît à l'écran comme formaté à l’intérieur d’un carré, lui-même bordé par deux espaces blancs de chaque côté.
Pendant tout le film, Cyrus porte des sous-vêtements noirs en latex, tandis que des bandes de ruban adhésif recouvrent entièrement sa poitrine. Dans certaines scènes très brèves, elle arbore également des bas résille. La vidéo alterne fréquemment entre des plans fixes de Cyrus effectuant diverses expressions du visage tout en portant un masque avec des yeux modelés dans un style animé, le nez stratifié sur son visage et tirant de chaque côté sur de larges bandes en latex, couramment associées au sadomasochisme. Elle est en outre présentée à moitié suspendue en l’air d’une manière acrobatique et soutenue grâce à des rubans, accrochée à une barre avec ses jambes écartées de façon provocante et montrant ses fesses de manière suggestive à la caméra. Au fur et à mesure, Cyrus semble verses des larme, jaillissant sous la forme d’une huile de couleur noire sur son visage, qu’elle frotte plus tard sensuellement sur tout son corps.

## Fiche technique
Ces crédits sont issus du générique du film :
- Michael Angelos – producteur
- Neil Cooper – producteur exécutif
- Pati Dubroff – maquilleuse
- Peter Duffy – musique et conception sonore
- Simone Harouche – styliste
- Quentin Jones – réalisateur, animation
- Johnny Langer – musique et conception sonore
- Paul Laufer – directeur de la photographie
- Andy Lecompte – coiffeur
- Diane Martel – directrice de la création
- Nina Qayyum – productrice exécutive
- Sandra Winther – assistante artistique

## Production
C’est en février 2014 que Miley Cyrus: Tongue Tied est diffusé pour la première fois en public, au cours des spectacles du Bangerz Tour, la quatrième tournée mondiale de Cyrus. Dans ce cadre précis, il est utilisé comme interlude servant à introduire ses performances sur scène et est musicalement soutenu par le titre Fitzpleasure du groupe britannique alt-J. Le contenu vidéo est ensuite placé sur le site web Nowness, qui le publie le 1er mai 2014, alors que Cyrus se remet d’une réaction allergique qui avait retardé sa tournée.
Le court métrage est conçu par l’agence de production et de représentation Cadence, dont le siège social se trouve à New York. Neil Cooper et Nina Qayyum sont engagés comme producteurs exécutifs, tandis que Michael Angelos apparaît en troisième producteur. En plus de diriger le projet, Quentin Jones se charge de créer toutes les animations graphiques. Peter Duffy et Johnny Langer collaborent sur la musique et la conception sonore. Diane Martel est nommée comme directrice créative du projet ; elle avait déjà travaillé avec Cyrus pour le clip vidéo de la chanson We Can't Stop, ainsi que pour sa très controversée prestation livrée durant la cérémonie des MTV Video Music Awards 2013. Paul Laufner et Sandra Winther sont respectivement  directeur de la photographie et assistante artistique. Simone Harouche y est  styliste ; la coiffure de Cyrus est réalisée par Andy Lecompte, tandis que son maquillage est réalisé par Pati Dubroff.

### Accueil
Dès la sortie du court métrage, les critiques professionnels concentrent leurs avis sur les éléments sadomasochistes marquants du projet. Leigh Silver de Complex qualifie la production de « virée dans le monde du bondage » mais juge que l’effet de choc potentiel contenu est largement atténué par les frasques sexuels antérieurs de Cyrus. Pour Leanne Bayley de Glamour, l’aspect esthétique du film est « très Cinquante nuances de Grey-èsque ». Toutefois, l’éditorialiste évoque le fait qu’il s’agit d’un acte « controversé », dans le sens de très prévisible, venant de Cyrus. Bien qu’il estime que les tenus portées sont « plutôt modestes [...] de par les normes de l’artiste », Mike Wass d’Idolator est d’avis que la forte inspiration sadomasochiste arrive à « pimenter les choses » ; le rédacteur précise que la vidéo reste une « tentative élégante et sublime » et attribue à Cyrus le statut de « reine de la provocation » dont Rihanna, qui avait généré toute l’attention des médias à l’époque pour avoir posé seins nus à la une du magazine Lui, était affublée.
Tout en affirmant que le caractère de la réalisation se veut simplement « sexy », Oscar Lopez du Latin Times reconnait que le concept en lui-même est « très banal », compte tenu de ses similitudes avec les visuels accompagnant les pièces Vogue et Like a Prayer de Madonna. Robyn Munson de Look catégorise Miley Cyrus: Tongue Tied comme étant « l’un des projets les plus artistiques - et en même temps le plus racoleur - de la chanteuse à ce jour » ; elle exprime notamment son étonnement quant à sa capacité permanente de choquer le public malgré avoir été placée fréquemment dans une « lumière sexuelle ». Emily Hewett de Metro opine que le projet « est réalisé au nom de l’art », à l’inverse des travaux précédents de Cyrus qui sont provocants « uniquement dans l’espoir flagrant d’accroître les ventes de disques ». Après avoir indiqué que les propriétés du clip sont « inappropriées », Lauren Valenti de Marie Claire le dénomme comme étant un « dernier rappel viral que la période Disney de Miley est maintenant loin derrière elle ». Ryan Reed de Rolling Stone caractérise la vidéo d’« envoûtante » et estime qu’elle fait office d’extension au « côté psychédélique » que Cyrus venait d’exposer à travers ses collaborations scéniques avec Wayne Coyne et Steven Drozd des Flaming Lips.
Amiya Moretta du Guardian est d’avis que la vidéo « confronte audacieusement la norme double qui existe entre les expressions socialement acceptables de la sexualité » et se demande « si tel est le frai d’une révolution sexuelle ? ». La journaliste décrit le film comme étant « incroyablement sexualisé et esthétiquement captivant, notamment grâce à ses battements frémissants de cils mêlés au noir et blanc, mais également aux éclaboussures de peinture et aux masques en carton qui réussissent à attirer l’attention de plus en plus limitée de la nouvelle génération. La coexistence entre le visuel et le musical est courte mais surréaliste, le tout en accord avec l’utilisation de calques photographiques, d’illustrations et d’animations, pour ainsi raconter une histoire ».